# San Diego Comic-Con International

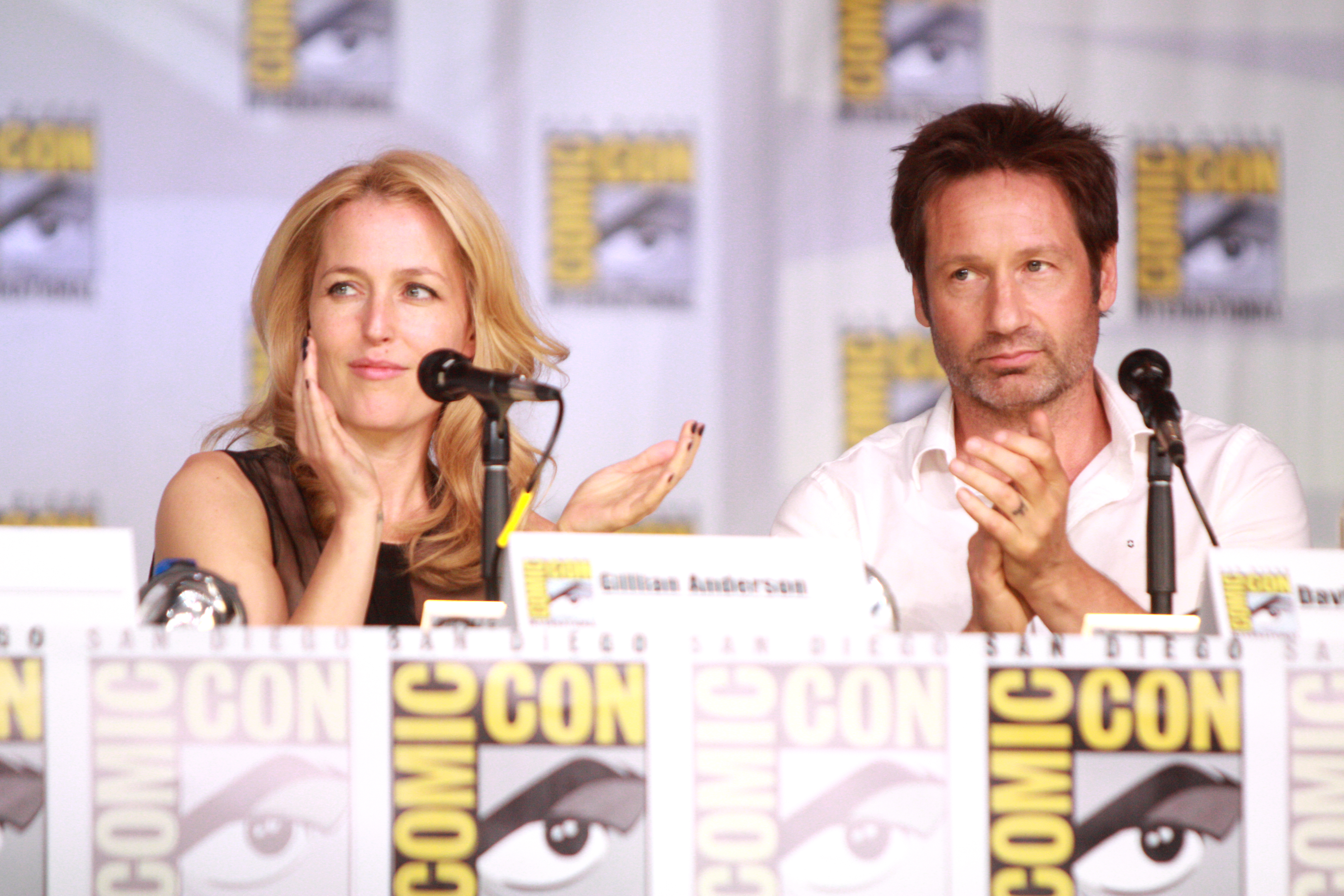
Gillian Andersonová a David Duchovny během panelu k 20. výročí seriálu Akta X na Comic-Conu 2013

San Diego Comic-Con International je multižánrový con pořádaný každoročně v létě v kalifornském San Diegu. Jeho první ročník byl uspořádán v roce 1970 pod názvem Golden State Comic Book Convention a původně se zaměřoval na komiksy a díla spjatá se žánry sci-fi a fantasy (filmy, seriály, literatura, atd.). Během let se rozrostl na akci pokrývajícím široký rozsah populární kultury včetně žánrů, jako jsou horor, anime a manga, sběratelské hry, videohry a další. Účastní se jej nejrůznější hosti, herci, autoři, spisovatelé, producenti. Od roku 2007 se návštěvnost tohoto čtyřdenního conu pohybuje okolo 130 000 návštěvníků. Časopis Forbes v roce 2011 uvedl, že se jedná o největší akci svého druhu na světě.